# B. J. Thomas
Billy Joe "B. J." Thomas (Hugo, Oklahoma, 7 de agosto de 1942-Arlington, Texas, 29 de mayo de 2021) fue un cantante estadounidense conocido por sus éxitos de los 60s y 70s. Hizo populares grabaciones de " Hooked on a Feeling " (1968),  Raindrops Keep Fallin 'on My Head" N°1 Billboard (1969) y " (Hey, Won't You Play) Another Somebody Done Somebody Wrong Song " N°1 Billboard (1975). [2]
que aparecieron en las listas de popularidad de la música pop, country y cristiana. Falleció en su residencia de Arlington el 29 de mayo de 2021 a la edad de 78 años, por complicaciones debido al cáncer de pulmón.

## Carrera
Thomas creció en Houston (Texas) y sus alrededores, donde se graduó de Lamar Consolidated High School, en la locadlidad de Rosenberg. Antes de lanzarse a su carrera en solitario, Thomas cantaba en un coro de la iglesia cuando era adolescente y luego se unió al grupo musical The Triumphs.
Durante su último año se hizo amigo de Roy Head, de la banda Roy Head and The Traits. The Traits y The Triumphs participaron en varias batallas de bandas en eventos de los años sesenta, siendo la atracción Head y Thomas.
En 1966, B. J. Thomas y The Triumphs lanzaron el álbum I'm so lonesome I could cry (con la discográfica Pacemaker Records). En el álbum presentaron su versión del éxito de Hank Williams, «I'm so lonesome I could cry» (Estoy tan solo que me pondría a llorar). El sencillo vendió más de un millón de copias y fue galardonado con un disco de oro.
El siguiente sencillo, Mama, alcanzó el puesto n.º 22. Ese mismo año, Thomas lanzó un álbum en solitario del mismo nombre (con la empresa Scepter Records).
En 1968, Thomas volvió a conseguir un éxito, primero con «The eyes of a New York woman», y cinco meses más tarde con el mucho más exitoso «Hooked on a feeling», que contó con el sonido de un sitar eléctrico y fue lanzado por primera vez en el álbum On my way (de Scepter Records). «Hooked on a feeling» se convirtió en el segundo disco de Thomas con ventas millonarias.
Un año más tarde, Butch Cassidy and the Sundance Kid presentaron a Thomas interpretando «Raindrops Keep Fallin' on My Head» (canción de Burt Bacharach y Hal David) que ganó el Oscar a la mejor canción original de ese año y se convirtió en la canción número uno en el Billboard Hot 100 en enero de 1970. Las ventas de este disco también superaron el millón de copias, y Thomas obtuvo su tercer disco de oro.
La canción también fue lanzada en un álbum del mismo nombre. Otros éxitos de los años setenta fueron «Everybody's out of town», «I just can't help believing» (que llegó al n.º 9 en Billboard en 1970, con un cóver de Elvis Presley), «No love at all», «Mighty clouds of joy» y «Rock and roll lullaby».
En 1972, Thomas dejó Scepter Records ―el sello discográfico para el que trabajó seis años― y pasó un breve período ―entre 1973 y 1974―, con Paramount Records. En ese tiempo lanzó dos álbumes, Songs (1973) y Longhorns & London bridges (1974).
En 1975, Thomas lanzó el álbum Reunion (con la discográfica ABC Records, que había absorbido a la discográfica Paramount), que contenía «(Hey won't you play) Another somebody done somebody wrong song» (la canción con el título más largo que ganaría un n.º 1 en la lista Hot 100). Fue el primer gran éxito de Thomas desde 1972 y le aseguró su cuarto disco de oro.
En 1976, Thomas lanzó Home Where I Belong, producido por Chris Christian para Myrrh Records, el primero de varios álbumes góspel que Thomas grabaría en esos años. El álbum llegó a ser disco de platino, y Thomas se convirtió en el artista cristiano contemporáneo más importante de la época.
En MCA Records, Thomas y Chris Christian grabaron el sencillo que sería su último éxito Top 40: No worry baby, en su último disco de pop, que también incluyó el éxito de A/C «Still the lovin’ is fun».
Durante los años ochenta, su éxito en las listas de pop comenzó a menguar, pero muchos de sus singles llegaron a los puestos superiores de la lista de singles del país, incluyendo dos primeros de la tabla en 1983: «Whatever happened to old-fashioned love» y «New looks from an old lover», y también «Two car garage», el cual llegó al n.º 3 en la lista de sencillos de Estados Unidos. En 1981, en su cumpleaños 39, Thomas se convirtió en el 60.º miembro del Grand Ole Opry.
Thomas anotó otro éxito, grabando «As long as we got each other», la canción de la serie Growing Pains con Jennifer Warnes. Una versión posterior, que se utilizó para la cuarta temporada de la serie, fue grabada con la cantante británica Dusty Springfield. Thomas lanzó por primera vez esta canción en su álbum de 1985 Throwing Rocks at the Moon (con la discográfica Columbia Records).
Thomas también escribió dos libros, incluyendo su autobiografía Home Where I Belong, y protagonizó las películas Jory y Jake's Corner. Su voz ha aparecido en varios jingles comerciales, como el de Coca-Cola, de Pepsi, y de la compañía de teléfonos Bell. El 31 de diciembre de 2011, Thomas fue el presentador e intérprete del Hyundai Sun Bowl 2011, en El Paso (Texas).

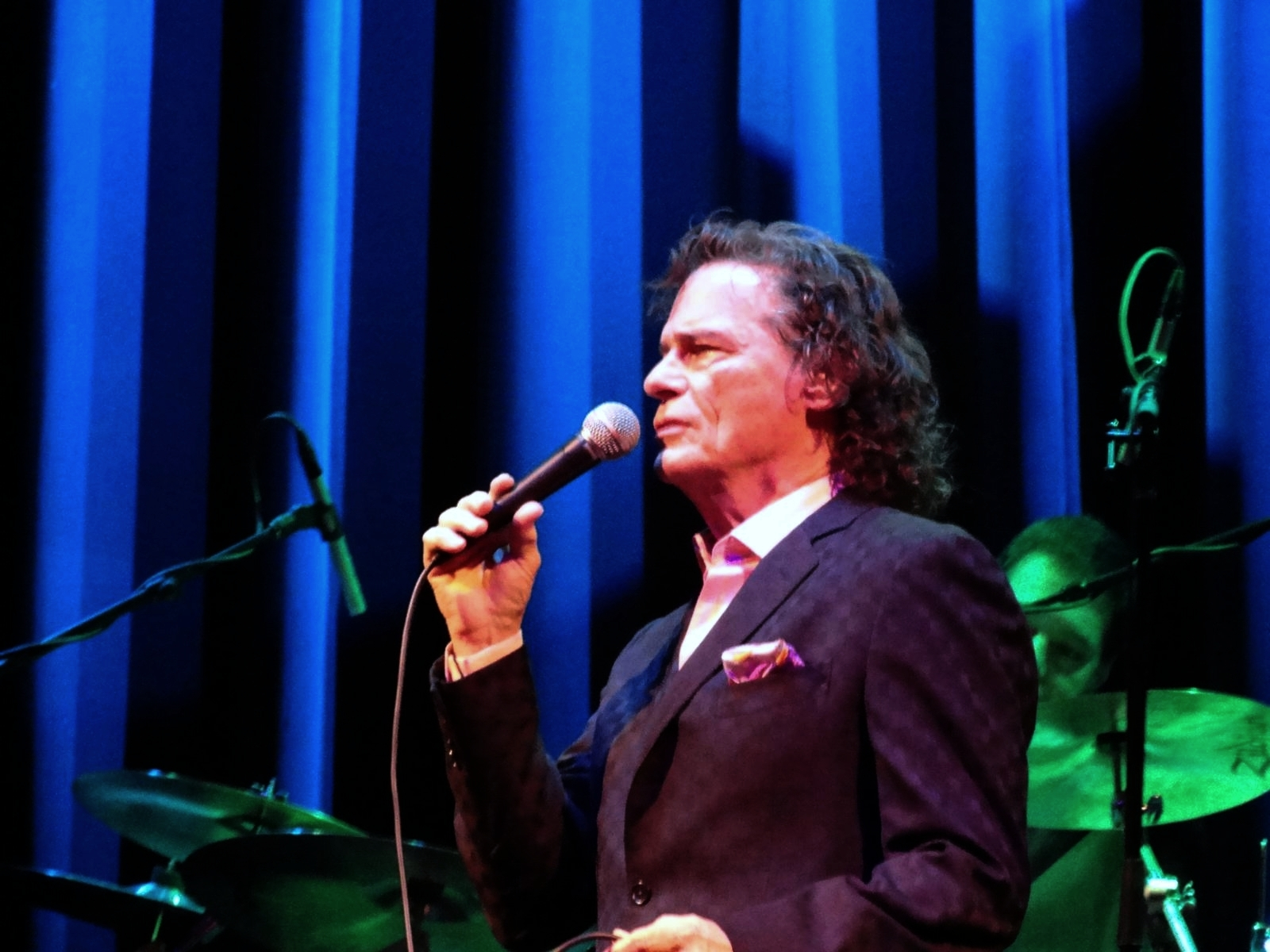
B. J. Thomas en un recital en el Showcase Live, en Foxboro (Massachusetts), en diciembre de 2012.

El 2 de abril de 2013, Thomas lanzó The living room sessions, un álbum con arreglos acústicos de éxitos muy conocidos. Contó con las colaboraciones de cantantes establecidos y emergentes, que acompañaron a Thomas en siete de las doce canciones.
El 3 de diciembre de 2013, la Academia Nacional de las Artes y las Ciencias anunció que el sencillo "Raindrops Keep Fallin' on My Head" (1969) de B. J. Thomas se ha incluido en el Grammy Hall of Fame 2014.

## Fallecimiento
El 23 de marzo de 2021, Thomas anunció en su página oficial de Facebook que tenía cáncer de pulmón en etapa IV y que estaba siendo tratado en Texas. [20] Murió aproximadamente nueve semanas después, el 29 de mayo, en su casa de Arlington, Texas, a la edad de 78 años. [3] [21]

## Premios

### Premios Grammy
- 1977: "Home Where I Belong", Grammy Award for Best Inspirational Performance.
- 1978: "Happy Man", Grammy Award for Best Inspirational Performance.
- 1979: "You Gave Me Love (When Nobody Gave Me A Prayer)", Grammy Award for Best Inspirational Performance.
- 1980: "The Lord's Prayer", Grammy Award for Best Gospel Performance, Contemporary Andrae Crouch, Archers (Janice Archer, Steve Archer, Tim Archer), B.J. Thomas, Cynthia Clawson, Dony McGuire, Reba Rambo, Tramaine Hawkins & Walter Hawkins.
- 1981: "Amazing Grace", Grammy Award for Best Inspirational Performance.
- 2014: "Raindrops Keep Fallin' on My Head", Grammy Hall of Fame Award.

## Discografía

### Álbumes
| Año  | Título                                                       | Posición en las listas | Posición en las listas | Posición en las listas | Discográfica    |
| Año  | Título                                                       | US                     | US Country             | CAN                    | Discográfica    |
| ---- | ------------------------------------------------------------ | ---------------------- | ---------------------- | ---------------------- | --------------- |
| 1966 | I'm So Lonesome I Could Cry                                  |                        |                        |                        | Scepter Records |
| 1966 | Tomorrow Never Comes                                         |                        |                        |                        | Scepter Records |
| 1967 | Sings For Lovers and Losers                                  |                        |                        |                        | Scepter Records |
| 1968 | On My Way                                                    | 133                    |                        |                        | Scepter Records |
| 1969 | Young and in Love                                            |                        |                        |                        | Scepter Records |
| 1969 | Raindrops Keep Fallin' on My Head                            | 12                     |                        | 10                     | Scepter Records |
| 1970 | Greatest Hits, Vol. 1                                        | 90                     |                        |                        | Scepter Records |
| 1970 | Everybody's Out of Town                                      | 72                     |                        | 71                     | Scepter Records |
| 1970 | Most of All                                                  | 67                     |                        | 44                     | Scepter Records |
| 1971 | Greatest Hits, Vol. 2                                        | 92                     |                        |                        | Scepter Records |
| 1972 | B. J. Thomas Country                                         | 209                    |                        |                        | Scepter Records |
| 1972 | Billy Joe Thomas                                             | 145                    |                        |                        | Scepter Records |
| 1973 | Songs                                                        | 221                    |                        |                        | Paramount       |
| 1974 | Longhorns & Londonbridges                                    |                        |                        |                        | Paramount       |
| 1975 | Reunion                                                      | 59                     | 2                      | 40                     | ABC             |
| 1975 | Help Me Make It (To My Rockin' Chair)                        |                        | 26                     |                        | ABC             |
| 1976 | Home Where I Belong                                          |                        |                        |                        | Myrrh           |
| 1977 | B. J. Thomas                                                 | 114                    | 39                     |                        | MCA             |
| 1978 | Everybody Loves A Rain Song                                  |                        |                        |                        | MCA             |
| 1979 | Happy Man                                                    |                        |                        |                        | Myrrh           |
| 1979 | You Gave Me Love (When Nobody Gave Me a Prayer)              |                        |                        |                        | Word            |
| 1980 | The Best Of B.J. Thomas                                      |                        |                        |                        | Myrrh           |
| 1980 | For The Best                                                 |                        |                        |                        | MCA/Songbird    |
| 1980 | In Concert                                                   |                        |                        |                        | MCA/Songbird    |
| 1981 | Amazing Grace                                                |                        |                        |                        | Word            |
| 1981 | Some Love Songs Never Die                                    |                        |                        |                        | MCA             |
| 1982 | As We Know Him                                               |                        |                        |                        | MCA             |
| 1982 | Miracle                                                      |                        |                        |                        | Myrrh           |
| 1982 | Peace in the Valley                                          |                        |                        |                        | Myrrh           |
| 1983 | Love Shines                                                  |                        |                        |                        | Priority        |
| 1983 | New Looks                                                    | 193                    | 13                     |                        | Columbia        |
| 1983 | The Great American Dream                                     |                        | 27                     |                        | Columbia        |
| 1984 | Shining                                                      |                        | 40                     |                        | Columbia        |
| 1985 | Throwin' Rocks at the Moon                                   |                        |                        |                        | Columbia        |
| 1985 | You Gave Me Love (When Nobody Gave Me A Prayer)              |                        |                        |                        | Myrrh           |
| 1986 | Night Life                                                   |                        |                        |                        | Columbia        |
| 1986 | All Is Calm, All Is Bright                                   |                        |                        |                        | Columbia        |
| 1987 | Hey Won't You Play Another Somebody Done Somebody Wrong Song |                        |                        |                        | MCA             |
| 1989 | Midnight Minute                                              |                        |                        |                        | Reprise         |
| 1991 | As We Knew Him                                               |                        |                        |                        | MCA             |
| 1991 | Jesus Hearted People                                         |                        |                        |                        | MCA             |
| 1992 | Back Against the Wall                                        |                        |                        |                        | Reprise         |
| 1992 | Rock & Roll Lullaby                                          |                        |                        |                        | Trace           |
| 1994 | Still Standing Here                                          |                        |                        |                        | Laurie          |
| 1995 | Precious Memories                                            |                        |                        |                        | Warner Bros.    |
| 1995 | Scenes of Christmas                                          |                        |                        |                        | Cross Three     |
| 1996 | B. J. Thomas Sings Hank Williams and Other Favorites         |                        |                        |                        | Buckboard       |
| 1997 | I Believe                                                    |                        |                        |                        | Warner Bros.    |
| 1997 | Christmas Is Coming Home                                     |                        |                        |                        | Warner Resound  |
| 1998 | Sounds of Christmas                                          |                        |                        |                        | Kardina         |
| 2000 | You Call That a Mountain                                     |                        |                        |                        | Kardina         |
| 2005 | That Christmas Feeling                                       |                        |                        |                        | Madacy          |
| 2006 | We Praise: Glorify Thy Name                                  |                        |                        |                        | Braun Media     |
| 2006 | We Praise: Just as I Am                                      |                        |                        |                        | Braun Media     |
| 2007 | Home for Christmas                                           |                        |                        |                        | Lifestyles      |
| 2009 | Once I Loved                                                 |                        |                        |                        | Honeyman Music  |
| 2012 | The Complete Scepter Singles                                 |                        |                        |                        | Real Gone Music |
| 2013 | The Living Room Sessions                                     |                        | 39                     |                        | Wrinkled        |

### Sencillos
| Año  | Título                                                           | Posición en las tablas | Posición en las tablas | Posición en las tablas | Posición en las tablas | Posición en las tablas | Posición en las tablas | Posición en las tablas | Álbum                                           |
| Año  | Título                                                           | US AC                  | US                     | US Country             | US Christian (CHR)     | CAN AC                 | CAN                    | CAN Country            | Álbum                                           |
| ---- | ---------------------------------------------------------------- | ---------------------- | ---------------------- | ---------------------- | ---------------------- | ---------------------- | ---------------------- | ---------------------- | ----------------------------------------------- |
| 1966 | "I'm So Lonesome I Could Cry"                                    | —                      | 8                      | —                      | —                      | —                      | 2                      | —                      | I'm So Lonesome I Could Cry                     |
| 1966 | "Mama"                                                           | —                      | 22                     | —                      | —                      | —                      | 12                     | —                      | I'm So Lonesome I Could Cry                     |
| 1966 | "Billy and Sue"                                                  | —                      | 34                     | —                      | —                      | —                      | 23                     | —                      | Greatest Hits, Volume 1                         |
| 1966 | "Bring Back the Time"                                            | —                      | 75                     | —                      | —                      | —                      | 53                     | —                      | I'm So Lonesome I Could Cry                     |
| 1966 | "Tomorrow Never Comes"                                           | —                      | 80                     | —                      | —                      | —                      | 89                     | —                      | Tomorrow Never Comes                            |
| 1966 | "Plain Jane"                                                     | —                      | 129                    | —                      | —                      | —                      | —                      | —                      | Tomorrow Never Comes                            |
| 1967 | "I Can't Help It (If I'm Still in Love with You)"                | —                      | 94                     | —                      | —                      | —                      | —                      | —                      | Sings For Lovers and Losers                     |
| 1968 | "The Eyes of a New York Woman"                                   | —                      | 28                     | —                      | —                      | —                      | 29                     | —                      | On My Way                                       |
| 1968 | "Hooked on a Feeling"                                            | —                      | 5                      | —                      | —                      | —                      | 3                      | —                      | On My Way                                       |
| 1969 | "It's Only Love"                                                 | 37                     | 45                     | —                      | —                      | —                      | 24                     | —                      | Young and in Love                               |
| 1969 | "Pass the Apple Eve"                                             | —                      | 97                     | —                      | —                      | —                      | 78                     | —                      | Young and in Love                               |
| 1969 | "Raindrops Keep Fallin' on My Head"                              | 1                      | 1                      | —                      | —                      | 1                      | 1                      | —                      | Raindrops Keep Fallin' on My Head               |
| 1970 | "Everybody's Out of Town"                                        | 3                      | 26                     | —                      | —                      | —                      | 18                     | —                      | Everybody's Out of Town                         |
| 1970 | "I Just Can't Help Believing"                                    | 1                      | 9                      | —                      | —                      | —                      | 18                     | —                      | Everybody's Out of Town                         |
| 1970 | "Most of All"                                                    | 2                      | 38                     | —                      | —                      | 13                     | 20                     | —                      | Most of All                                     |
| 1971 | "No Love at All"                                                 | 4                      | 16                     | —                      | —                      | 12                     | 16                     | —                      | Most of All                                     |
| 1971 | "Mighty Clouds of Joy"                                           | 8                      | 34                     | —                      | —                      | 25                     | 26                     | —                      | Greatest Hits, Vol. 2                           |
| 1971 | "Long Ago Tomorrow"                                              | 13                     | 61                     | —                      | —                      | —                      | 57                     | —                      | Greatest Hits, Vol. 2                           |
| 1972 | "Rock and Roll Lullaby"                                          | 1                      | 15                     | —                      | —                      | 8                      | 7                      | —                      | Billy Joe Thomas                                |
| 1972 | "That's What Friends Are For"                                    | 38                     | 74                     | —                      | —                      | —                      | —                      | —                      | Billy Joe Thomas                                |
| 1972 | "Happier Than the Morning Sun"                                   | 31                     | 100                    | —                      | —                      | —                      | —                      | —                      | Billy Joe Thomas                                |
| 1973 | "Songs"                                                          | 41                     | —                      | —                      | —                      | —                      | —                      | —                      | Songs                                           |
| 1975 | "(Hey Won't You Play) Another Somebody Done Somebody Wrong Song" | 1                      | 1                      | 1                      | —                      | 1                      | 3                      | 2                      | Reunion                                         |
| 1975 | "Help Me Make It (To My Rockin' Chair)"                          | 5                      | 64                     | 37                     | —                      | 9                      | 67                     | —                      | Help Me Make It (To My Rockin' Chair)           |
| 1977 | "Home Where I Belong"                                            | —                      | —                      | 98                     | 21                     | —                      | —                      | —                      | Home Where I Belong                             |
| 1977 | "Don't Worry Baby"                                               | 2                      | 17                     | —                      | —                      | 1                      | 12                     | —                      | B. J. Thomas                                    |
| 1977 | "Still the Lovin' Is Fun"                                        | 8                      | 77                     | —                      | —                      | 13                     | 86                     | —                      | B. J. Thomas                                    |
| 1978 | "Everybody Loves a Rain Song"                                    | 2                      | 43                     | 25                     | —                      | 11                     | 43                     | 34                     | Everybody Loves A Rain Song                     |
| 1979 | "We Could Have Been the Closest of Friends"                      | —                      | —                      | 86                     | —                      | —                      | —                      | —                      | Realizado solo como sencillo                    |
| 1979 | "God Bless the Children"                                         | 38                     | —                      | —                      | —                      | —                      | —                      | —                      | On This Christmas Night (various artists).      |
| 1979 | "Happy Man"                                                      | —                      | —                      | —                      | 5                      | —                      | —                      | —                      | Happy Man                                       |
| 1979 | "What a Difference You've Made"                                  | —                      | —                      | —                      | 6                      | —                      | —                      | —                      | Happy Man                                       |
| 1979 | "He's Got It All in Control"                                     | —                      | —                      | —                      | 18                     | —                      | —                      | —                      | Happy Man                                       |
| 1979 | "From the Start"                                                 | —                      | —                      | —                      | 20                     | —                      | —                      | —                      | Happy Man                                       |
| 1980 | "Jesus on My Mind"                                               | —                      | —                      | —                      | 1                      | —                      | —                      | —                      | You Gave Me Love (When Nobody Gave Me a Prayer) |
| 1980 | "The Faith of a Little Child"                                    | —                      | —                      | —                      | 7                      | —                      | —                      | —                      | You Gave Me Love (When Nobody Gave Me a Prayer) |
| 1980 | "Walkin' On a Cloud"                                             | 30                     | —                      | —                      | —                      | —                      | —                      | —                      | For The Best                                    |
| 1980 | "Nothin' Could Be Better"                                        | —                      | —                      | —                      | 19                     | —                      | —                      | —                      | For The Best                                    |
| 1980 | "Everything Always Works Out For the Best"                       | —                      | —                      | —                      | 10                     | —                      | —                      | —                      | For The Best                                    |
| 1981 | "Some Love Songs Never Die"                                      | 34                     | —                      | 27                     | —                      | —                      | —                      | —                      | Some Love Songs Never Die                       |
| 1981 | "I Recall a Gypsy Woman"                                         | —                      | —                      | 22                     | —                      | —                      | —                      | 47                     | Some Love Songs Never Die                       |
| 1982 | "Satan, You're a Liar"                                           | —                      | —                      | —                      | 6                      | —                      | —                      | —                      | Miracle                                         |
| 1982 | "But Love Me"                                                    | 27                     | —                      | —                      | —                      | —                      | —                      | —                      | As We Know Him                                  |
| 1983 | "Whatever Happened to Old-Fashioned Love"                        | 13                     | 93                     | 1                      | —                      | —                      | —                      | 1                      | New Looks                                       |
| 1983 | "New Looks from an Old Lover"                                    | —                      | —                      | 1                      | —                      | —                      | —                      | 6                      | New Looks                                       |
| 1983 | "Pray for Me"                                                    | —                      | —                      | —                      | 4                      | —                      | —                      | —                      | Love Shines                                     |
| 1983 | "Two Car Garage"                                                 | 44                     | —                      | 3                      | —                      | —                      | —                      | 1                      | The Great American Dream                        |
| 1984 | "The Whole World's in Love When You're Lonely"                   | —                      | —                      | 10                     | —                      | —                      | —                      | 15                     | Shining                                         |
| 1984 | "The Girl Most Likely To"                                        | —                      | —                      | 17                     | —                      | —                      | —                      | 5                      | Shining                                         |
| 1985 | "The Part of Me That Needs You Most"                             | —                      | —                      | 61                     | —                      | —                      | —                      | 57                     | Throwin' Rocks at the Moon                      |
| 1986 | "America Is"                                                     | —                      | —                      | 62                     | —                      | —                      | —                      | —                      | Throwin' Rocks at the Moon                      |
| 1986 | "Night Life"                                                     | —                      | —                      | 59                     | —                      | —                      | —                      | —                      | Night Life                                      |
| 1988 | "As Long As We Got Each Other" (with Dusty Springfield)          | 7                      | —                      | —                      | —                      | —                      | —                      | —                      | Midnight Minute                                 |
| 1989 | "Don't Leave Love (Out There All Alone)"                         | 39                     | —                      | —                      | —                      | —                      | —                      | —                      | Midnight Minute                                 |
| 2000 | "You Call That a Mountain"                                       | —                      | —                      | 66                     | —                      | —                      | —                      | —                      | You Call That a Mountain                        |
| 2013 | "I Just Can't Help Believing" (with Vince Gill)                  | —                      | —                      | —                      | —                      | —                      | —                      | —                      | The Living Room Sessions                        |

### Sencillos (como invitado)
| Año  | Artista               | Sencillo    | Posición en las tablas | Posición en las tablas | Álbum      |
| Año  | Artista               | Sencillo    | US Country             | CAN Country            | Álbum      |
| ---- | --------------------- | ----------- | ---------------------- | ---------------------- | ---------- |
| 1984 | "Rock and Roll Shoes" | Ray Charles | 14                     | 15                     | Friendship |